# Буцо
„Буцо“ је југословенски филм из 1971. године. Режирао га је Антон Марти, а сценарио је писао Власта Грегурић.

## Улоге
| Глумац         | Улога |
| -------------- | ----- |
| Арсен Дедић    |       |
| Љубица Јовић   |       |
| Антун Налис    |       |
| Радојка Шверко |       |